# Kongress der kommunistischen und revolutionären Organisationen des Fernen Ostens
Der Erste Kongress der kommunistischen und revolutionären Organisationen des fernen Ostens (russisch Первый съезд революционных организаций Дальнего Востока Perwy sjesd rewoljuzionnych organisazi Dalnewo Wostoka) fand vom 21. Januar bis 2. Februar 1922 in Moskau statt. Rund 150 Delegierte von mehr als 30 verschiedenen Organisationen, darunter Vertreter der Kommunistischen Parteien Chinas, Japans und Koreas sowie Organisationen aus der Mongolei bzw. Burjatien und Niederländisch-Indien (Indonesien) nahmen daran teil.

## Geschichte, Ziele und Bedeutung
Auf dem Zweiten Weltkongress der Kommunistischen Internationale im Juli/August 1920 wurde über Lenins »Thesen zur nationalen und kolonialen Frage« debattiert worden, in der die Revolution in Asien als Schlüssel zur Weltrevolution bezeichnet wurde. Im September 1920 fand der Kongress der Völker des Ostens mit rund 1900 Delegierten in Baku statt.
Der Kongress fand unter anderem als Reaktion oder Gegenprogramm des sowjetischen Volkskommissariats für Äußere Angelegenheiten bzw. der Kommunistischen Internationale zur Washingtoner Konferenz Ende 1921 statt, zu der US-Präsident Warren Harding Großbritannien, Frankreich, Italien, Japan, Belgien, Portugal, China und die Niederlande, nicht jedoch die Sowjetunion eingeladen hatte. Georgi Tschitscherin, der sowjetische Volkskommissar für Äußeres, protestierte gegen den Ausschluss.
Den Aufruf zu dem Kongress verfasste der chinesische Kommunist Zhāng Tàiléi. Als Ziel wurde die Vereinigung der Werktätigen des Ostens unter den Losungen »Friede und Unabhängigkeit«, »Das Land dem, der es bestellt«, »Die Fabriken den Arbeitern« formuliert.
Die Eröffnungsreden hielten Sinowjew und Safarow; den Ehrenvorsitz hatten Lenin, Trotzki, Sinowjew, Katayama und Stalin. Neben den Delegierten sprachen auf dem Kongress unter anderem der österreichische Kommunist Richard Schüller und deutsche Kommunist Jakob Walcher. Die sowjetische Presse berichtete über den Kongress und die Sitzungsprotokolle erschienen auf Russisch, Deutsch und Englisch.
Der Kongress schloss mit folgenden Forderungen:
Wir fordern Gleichheit, Freiheit und Unabhängigkeit!
Wir fordern auf zum heiligen Kampf, wir rufen auf den rechten Weg alle diejenigen, die nicht ihr Volk verraten haben, denen die Lebensinteressen der unterdrückten Massen teuer sind, die selbst Sklaven sind, aber nicht mehr Sklaven bleiben wollen.
Wir wissen, dass wir die Freiheit nicht aus den Händen unserer Henker zu erwarten haben.
Wir wissen, dass der Kampf um die Befreiung schwer und mühevoll sein wird.
Aber wir wollen leben und das mit Gewalt nehmen, was uns von Rechts wegen gehört. Wir sind die Mehrheit, unser sind Hunderte von Millionen, unsere Kraft ist in der Einigkeit.
Wir erklären Krieg auf Leben und Tod den japanischen, amerikanischen, englischen, französischen und allen anderen Welträubern. Wir erklären Krieg auf Leben und Tod den käuflichen Nachbetern und Lakaien unserer Unterjocher in China. Wir erklären Krieg auf Leben und Tod dem heuchlerischen amerikanischen Imperialismus und den habgierigen britischen Räubern.
Hinaus aus China und Korea, aus Indochina und Holländisch-Indien! Weg von den Inseln des Stillen Ozeans! Nieder mit allen Eindringlingen im Fernen Osten! ...
Es lebe der Bund der Werktätigen des Fernen Ostens! Es lebe die Kommunistische Internationale!
Ein wichtiges Resultat des Kongresses war die Umorientierung der Kommunistischen Partei Chinas von einer vor allem auf Propaganda konzentrierte Arbeit auf eine praktische antiimperialistische Tätigkeit und auf ein Bündnis mit der Guómíndǎng (Nationalen Volkspartei), das später als »Erste Einheitsfront« bezeichnet wurde.

## Delegierte
Die größten Delegationen kamen aus Korea (52 bzw. 54 Vertreter), China (37 bzw. 44), Japan (13 bzw. 16) und der Mongolei (14). Weitere Teilnehmer kamen aus Burjatien (RSFSR und Republik des Fernen Ostens), Kalmückien, Jakutien, Java (Semaun, ein Schüler von Sneevliet) und Indien, darunter M. N. Roy und Abani Mukherji. Im Präsidium saß auch Béla Kun. In ihrer Rede während der abschließenden Sitzung bemerkte Nikolajewa, dass unter den rund 150 Delegierten nur sieben Frauen waren.

### Korea
Vertreter von Arbeiterorganisationen bzw. Gewerkschaften, Unabhängigkeits-, Jugend-, Studenten-, kirchlichen und Frauenorganisationen sowie der Kommunistischen Partei Koreas, darunter Kim Kyu-sik und Ryŏ Un-hyŏng (려운형/呂運亨).

### China
Vertreter von sozialistischen, national-revolutionären und Arbeiterorganisationen sowie der Kommunistischen Partei Chinas, darunter Zhāng Guótāo, Zhang Qiubai (als Vertreter von Sun Yat-sen), Huáng Língshuāng (黄凌霜), Huáng Bìhún (黄璧魂), Péng Shùzhī, Liú Shàoqí und Qū Qiūbái.

### Japan
Vertreter anarchistischer und marxistischer Arbeiterorganisationen bzw. Gewerkschaften aus Kansai (Ōsaka und Kobe), Tōkyō und Kyūshū sowie der Kommunistischen Partei Japans, darunter Katayama Sen und Tokuda Kyūichi.